# Аморозо, Марсио
Ма́рсио Аморо́зо дос Са́нтос (порт.-браз. Márcio Amoroso dos Santos; 5 июля 1974, Бразилиа) — бразильский футболист, выступавший на позиции нападающего. Лучший футболист Бразилии 1994 года. Племянник футболиста Жозе Аморозо.

## Карьера
Марсио Аморозо начал свою карьеру в клубе «Гуарани», куда он пришёл в юном возрасте. В 1992 году футболиста стали привлекать к товарищеским матчам в основе клуба, но в официальных матчах Аморозо так на поле и не выходил. Марсио, очень желавший выходить на поле, попросил руководство команды продать его в любую другую команду, на что клуб ответил отказом. Но вскоре «Гуарани» изменил своё решение, так как к Марсио поступило предложение из Японии из клуба «Верди Кавасаки», и передал молодого футболиста на правах аренды в токийский клуб. В «Верди» Аморозо почти стал сразу основным форвардом команды и главной ударной силой клуба, забив в 19 матчах 16 мячей, чем помог «Кавасаки» дважды выиграть J-Лигу.
В 1994 году Аморозо вернулся из аренды в «Гуарани». 14 августа он, наконец, дебютировал в Чемпионате Бразилии в игре с «Крузейро», в котором «Гуарани» победили 2:0. 1994-й год был годом проведения чемпионата мира, и Марсио Аморозо усиленно рвался в команду, уезжающую на мундиаль, забил в 26 матчах чемпионата 19 мячей, став лучшим снайпером турнира (вместе с Тулио), но безрезультатно, чемпионат мира прошёл без Аморозо. В конце сезона Аморозо, к тому же, получил Золотой мяч лучшего футболиста года в Бразилии, этот успех тем удивительнее, что победил футболист, не игравший на победном для Бразилии чемпионате мира.
В 1995 году Марсио вновь блистал результативностью в «Гуарани», забив в 13 матчах 9 мячей, но в середине сезона получил травму колена, первоначально даже грозившую преждевременному окончанию карьеру футболиста, и долго лечился. По окончании сезона Аморозо перешёл в клуб «Фламенго», но игра в новой команде у Марсио не заладилась, и он, отыграв во «Фла» всего три месяца, поспешил сменить клуб.
В августе 1996 года Марсио Аморозо подписал контракт с командой Серии А «Удинезе». Первоначально Аморозо покупался «Удинезе» как второй нападающий, для помощи основному голеадору клуба из Удине, Оливеру Бирхоффу. В первый же сезон в новом клубе Аморозо забил 12 мячей в 28 матчах, продемонстрировав неплохую результативность и всего один мяч отстав от Бирхоффа. В следующем сезоне Аморозо забил всего лишь 5 голов (и один в Кубке Италии), но он часто ассистировал Бирхоффу, а также отвлекал часть внимания обороны на себя, во многом благодаря Аморозо Бирхофф стал лучшим бомбардиром серии А с 27 мячами. По окончании сезона 1997/1998, Бирхофф перешёл в «Милан», а Аморозо, фактически, остался единственным опытным форвардом в команде. Сезон 1998/99 Аморозо провёл фантастически — 22 мяча в 32 матчах чемпионата и 2 мяча в Кубке Италии, позволили Аморозо стать лучшим снайпером сезона в Италии.
Перед сезоном 1999/00 Аморозо за 3 миллиона долларов перешёл в клуб «Парма», соблазнившись на миллионный контракт, предложенный руководством клуба. В «Парме», за 2 сезона, Аморозо забил 18 мячей в 51-м матче на всех уровнях, но тому были объективне причины, Аморозо в начале своего прихода в команду получил тяжелую травму и долго восстанавливался.
В 2001 году Аморозо сменил итальянский футбол на немецкий и перешёл в клуб «Боруссия» из Дортмунда, которая заплатила за футболиста 25 миллионов долларов. Первый сезон вышел впечатляющим, «Боруссия» выиграла Бундеслигу, а Аморозо стал лучшим снайпером турнира с 18-ю голами, к которым добавил ещё 8 мячей, забитых в 13-ти матчах еврокубков. Но ярко «вспыхнув» в первый сезон, результативность Аморозо катастрофически снизилась в последующие 2 года, и его услуги «Боруссии» больше не понадобились.
Марсио Аморозо перешёл в испанский клуб «Малага», но хотя Аморозо в большинстве матчей выходил в стартовом составе клуба, он забил лишь 5 мячей в 29 матчей. В июне 2005 года Аморозо вернулся в Бразилию, куда его пригласил «Сан-Паулу». Аморозо приехал в клуб к матчам Клубного чемпионата мира, в котором забил 2 мяча в двух матчах и завоевал этот почетный трофей. А всего за 2 года в «Сан-Паулу» Аморозо забил 20 мячей в 28 матчах.
В январе 2006 года Аморозо покинул «Сан-Паулу» и уехал в «Милан», подписав контракт на 18 месяцев, который искал замену ушедшему Кристиану Вьери. Но Аморозо не смог вписаться в игру «Милана», часто даже оставаясь вне заявки матчей, провел лишь 5 матчей (4 в чемпионате), забив один мяч. В сентябре 2006 года, Аморозо и «Милан» по обоюдному согласию расторгли договор и Аморозо стал свободным агентом. На Аморозо сразу вышли руководители «Коринтианса», который в те годы переживал серьёзный кризис, после потери Карлоса Тевеса. За 2 года в «Коринтиансе» Аморозо почти не играл, провел лишь 15 матчей, забив 2 мяча. В апреле 2007 года, «Коринтианс» и Аморозо, как и два года назад «Милан», решили расторгнуть контракт. Аморозо перешёл в «Гремио», но провёл в клубе меньше полугода и расторг контракт из-за плохой физической формы.
В январе 2008 года, Аморозо подписал полуторагодовой контракт с греческим «Арисом», за клуб из Салоников Аморозо провел 12 матчей и забил 2 мяча.
29 декабря 2008 года Аморозо, впервые за 16 лет, вернулся в клуб своего детства «Гуарани», в котором получил травму, восстановившись лишь после 5 месяцев «простоя», после чего клуб принял решение не продлевать контракт с футболистом, в результате чего Аморозо был вынужден завершить свою карьеру.

## Статистика
| Сезон   | Клуб            | Выступления | Выступления | Выступления | Выступления |
| Сезон   | Клуб            | Лига        | Игры        | Голы        |             |
| ------- | --------------- | ----------- | ----------- | ----------- | ----------- |
| 1993/94 | Верди Кавасаки  | J-Лига      | 19          | 16          |             |
| 1994    | Гуарани         | Бразилия    | 26          | 19          |             |
| 1995    | Гуарани         | Бразилия    | 13          | 9           |             |
| 1996    | Фламенго        | Бразилия    | 16          | 6           |             |
| 1996/97 | Удинезе         | Серия А     | 28          | 12          |             |
| 1997/98 | Удинезе         | Серия А     | 25          | 5           |             |
| 1998/99 | Удинезе         | Серия А     | 33          | 22          |             |
| 1999/00 | Парма           | Серия А     | 16          | 4           |             |
| 2000/01 | Парма           | Серия А     | 23          | 7           |             |
| 2001/02 | Боруссия Д      | Бундеслига  | 31          | 18          |             |
| 2002/03 | Боруссия Д      | Бундеслига  | 24          | 6           |             |
| 2003/04 | Боруссия Д      | Бундеслига  | 4           | 4           |             |
| 2004/05 | Малага          | Примера     | 29          | 5           |             |
| 2005/06 | Сан-Паулу       | Бразилия    | 26          | 18          |             |
| 2006    | Милан           | Серия А     | 4           | 1           |             |
| 2006/07 | Коринтианс      | Бразилия    | 15          | 3           |             |
| 2007/08 | Гремио          | Бразилия    | 6           | 0           |             |
| 2008    | Арис (Салоники) | Греция      | 9           | 2           |             |
| 2009    | Гуарани         | Бразилия    | 0           | 0           |             |

## Награды

### Командные
Верди Кавасаки
- Чемпион Японии: 1992, 1993

Фламенго
- Чемпион штата Рио-де-Жанейро: 1996

Парма
- Обладатель Суперкубка Италии: 1999

Боруссия (Дортмунд)
- Чемпион Германии: 2002

Сан-Паулу
- Обладатель Кубка Либертадорес: 2005
- Клубный чемпион мира: 2005

Сборная Бразилии
- Обладатель Кубка Америки: 1999

### Личные
- Футболист года в Бразилии: 1994
- Лучший бомбардир чемпионата Бразилии: 1994 (19 мячей)
- Лучший бомбардир чемпионата Италии: 1999 (22 мяча)
- Лучший бомбардир чемпионата Германии: 2002 (18 мячей)